# イーハトーブの幽霊
『イーハトーブの幽霊』（イーハトーブのゆうれい）は、内田康夫の長編推理小説。浅見光彦シリーズ第七十弾である。

## 概要

### 出版履歴
- 1995年（平成7年） - 中央公論社より刊行。
- 1997年（平成9年） - C★NOVELSより刊行。
- 1999年（平成11年） - 中公文庫より刊行。
- 2004年（平成16年） - 光文社文庫より文庫版刊行。

### 書籍情報
- イーハトーブの幽霊 （2004年、ISBN 4-334-73707-2）

## 登場人物
浅見光彦（あさみみつひこ）
花巻まつりの取材と宮沢賢治がテーマの旅のガイドのために花巻市に来た。
郡池 充（こおりいけ みつる）
「ブティック・アイリス」の経営者。双葉町の山車作りのメンバー。何かに怯えた様子でどこかに出かけて行ったまま、翌日、イギリス海岸で死体となって発見された。
郡池 侑城子（こおりいけ ゆきこ）
充の妻。
郡池 愛（こおりいけ メグミ）
郡池夫妻の娘。
高橋（たかはし）
双葉町の山車作りのメンバーのリーダー。店の裏の空き地で山車作りを行っている。
横山（よこやま）
双葉町の山車作りのメンバーに参加している。愛と同学年の息子・元雄がいる。
小林 文子（こばやし ふみこ）
小林刑事の妻。
代田 聡（しろた さとし）
代田 のり子（しろた のりこ）
聡の妻。
大杉 清隆（おおすぎ きよたか）
大杉 トシ（おおすぎ とし）
清隆の妻。
金野 為三（きんの ためぞう）
市会議員。作中では重要な鍵を握っている。
笠野 良介（かさの りょうすけ）

### 警察
葛西（くずにし）
岩手県警捜査一課警視。今回の事件の捜査本部長を務める。
佐藤（さとう）
花巻署長。
八重崎（やえざき）
刑事課長。
小林 孝治（こばやしこうじ）
花巻署に転任になった刑事。
新山（にいやま）
小林の部下。

## テレビドラマ

### 2000年版
『浅見光彦シリーズ10・イーハトーブの幽霊』は、フジテレビ系の2時間ドラマ「金曜エンタテイメント」（毎週金曜日21:00 - 22:52）で2000年10月27日に放送された。
キャスト
- 浅見光彦 - 榎木孝明
- 郡池愛 - 平山綾